# Saujon
Saujon – miejscowość i gmina we Francji, w regionie Nowa Akwitania, w departamencie Charente-Maritime.
Według danych na rok 1990 gminę zamieszkiwało 4 891 osób, a gęstość zaludnienia wynosiła 271 osób/km² (wśród 1467 gmin regionu Poitou-Charentes Saujon plasuje się na 35. miejscu pod względem liczby ludności, natomiast pod względem powierzchni na miejscu 467.).